# Le Héron
Le Héron és un municipi francès situat al departament del Sena Marítim i a la regió de Normandia. L'any 2007 tenia 243 habitants.

## Demografia

### Població
El 2007 la població de fet de Le Héron era de 243 persones. Hi havia 92 famílies de les quals 28 eren unipersonals (16 homes vivint sols i 12 dones vivint soles), 20 parelles sense fills, 40 parelles amb fills i 4 famílies monoparentals amb fills.
La població ha evolucionat segons el següent gràfic:
Habitants censats

### Habitatges
El 2007 hi havia 122 habitatges, 97 eren l'habitatge principal de la família, 14 eren segones residències i 10 estaven desocupats. 112 eren cases i 10 eren apartaments. Dels 97 habitatges principals, 75 estaven ocupats pels seus propietaris, 21 estaven llogats i ocupats pels llogaters i 1 estava cedit a títol gratuït; 1 tenia una cambra, 8 en tenien dues, 12 en tenien tres, 27 en tenien quatre i 50 en tenien cinc o més. 78 habitatges disposaven pel capbaix d'una plaça de pàrquing. A 40 habitatges hi havia un automòbil i a 51 n'hi havia dos o més.

### Piràmide de població
La piràmide de població per edats i sexe el 2009 era:
| Homes | Edats   | Dones |
| ----- | ------- | ----- |
| 0     | 95 o +  | 0     |
| 0     | 90 a 94 | 4     |
| 0     | 85 a 89 | 0     |
| 0     | 80 a 84 | 0     |
| 0     | 75 a 79 | 0     |
| 4     | 70 a 74 | 4     |
| 4     | 65 a 69 | 8     |
| 4     | 60 a 64 | 4     |
| 0     | 55 a 59 | 0     |
| 4     | 50 a 54 | 4     |
| 8     | 45 a 49 | 0     |
| 16    | 40 a 44 | 16    |
| 4     | 35 a 39 | 12    |
| 4     | 30 a 34 | 4     |
| 16    | 25 a 29 | 8     |
| 4     | 20 a 24 | 8     |
| 8     | 15 a 19 | 16    |
| 12    | 10 a 14 | 16    |
| 12    | 5 a 9   | 0     |
| 16    | 0 a 4   | 12    |

## Economia
El 2007 la població en edat de treballar era de 172 persones, 138 eren actives i 34 eren inactives. De les 138 persones actives 125 estaven ocupades (72 homes i 53 dones) i 13 estaven aturades (8 homes i 5 dones). De les 34 persones inactives 9 estaven jubilades, 14 estaven estudiant i 11 estaven classificades com a «altres inactius».

### Ingressos
El 2009 a Le Héron hi havia 102 unitats fiscals que integraven 250 persones, la mediana anual d'ingressos fiscals per persona era de 18.751 €.

### Activitats econòmiques
Dels 11 establiments que hi havia el 2007, 1 era d'una empresa de fabricació d'altres productes industrials, 4 d'empreses de comerç i reparació d'automòbils, 2 d'empreses de transport, 1 d'una empresa immobiliària i 3 d'empreses de serveis.
L'any 2000 a Le Héron hi havia 8 explotacions agrícoles.

## Equipaments sanitaris i escolars
El 2009 hi havia una escola elemental integrada dins d'un grup escolar amb les comunes properes formant una escola dispersa.

## Poblacions més properes
El següent diagrama mostra les poblacions més properes.